# Bardotto
Il bardotto (Equus burdo) è un ibrido di equino generato dall'incrocio di un maschio di cavallo con una femmina di asino domestico.
Esso è l'incrocio reciproco del mulo, il quale è generato dall'accoppiamento di una femmina di cavallo con un maschio di asino.
Rispetto a quest'ultimo, il bardotto presenta una maggiore somiglianza con il cavallo e ha una criniera più folta.
Presenta orecchie piccole e il suo verso è un nitrito analogo a quello del cavallo, a differenza del raglio asinino del mulo.
Per le difficoltà di accoppiamento, il bardotto è il tipo di incrocio più difficile da ottenere.
Le femmine nate da tale incrocio possono essere occasionalmente fertili, mentre i maschi sono generalmente sterili.
Il bardotto aveva un tempo maggior importanza economica; al giorno d'oggi i bardotti sono allevati raramente e quasi esclusivamente per la qualità della carne. Una zona tipica di produzione è la Sicilia.
Le norme di allevamento non differiscono particolarmente da quelle del mulo.
L'animale era conosciuto già in Mesopotamia, come animale da traino; fino ad alcuni decenni fa era allevato principalmente in Sicilia, Spagna e Portogallo.
Un tempo il bardotto era utilizzato come animale da soma e da traino; nel corso del Novecento è stato impiegato dai ranghi militari per il trasporto pesante, soprattutto armi, munizioni e vettovagliamento. Anche se fisicamente capace di svolgere gli stessi lavori del mulo, il bardotto è meno interessante economicamente dato che è difficile da allevare a causa del basso tasso di fecondità dell'incrocio cavallo-asina e della diffusa opinione che sia meno robusto del mulo.

## Descrizione
Il bardotto possiede le caratteristiche fisiche ereditate dallo stallone e dall'asina che lo hanno generato. Nonostante le chiare differenze abitualmente presenti esistono a volte esemplari con caratteri intermedi il che rende a volte molto difficile distinguerlo in maniera certa dal mulo, per cui l'unico metodo certo è in questi casi un test del DNA.
Inoltre, esiste solo un numero limitato di studi dedicati a quest'ibrido, data la sua scarsa diffusione. Le notizie false o leggendarie a suo riguardo sono invece comuni e circolano da sempre.

### Morfologia
I bardotti sono fisicamente simili ai muli (che sono ibridi di asino e giumenta). Anche se è a volte molto difficile distinguerlo dal mulo, si osserva che il bardotto sia morfologicamente più simile al cavallo: un corpo leggermente arrotondato e una groppa che lo è ancora di più all'estremità. Le orecchie sono un po' più lunghe che nel cavallo, anche se in media più corte che nel mulo. È più largo al garrese e con le zampe più diritte che nel mulo.

### Mantello
Il mantello del bardotto è spesso chiaro, visivamente prossimo al bianco, anche se tutte le combinazioni di colori sono possibili. Nel XIX secolo, Louis Gossin lo descriveva con un mantello baio, da chiaro a bruno scuro, con una striscia sul dorso. Il mantello pezzato tobiano è impossibile da ottenere in quanto il bardotto non può ereditare il set genetico completo corrispondente a questo colore, finendo generalmente con quattro balzane alte e una coda bianca.

### Verso
Il verso è spesso più simile al nitrito del cavallo che al raglio dell'asino. Il suo verso viene anche descritto come un misto di quello dei suoi genitori.

## Etologia e comportamento
Il bardotto è uno degli equini meno conosciuti. Anche se delle nascite possano avvenire eccezionalmente in natura quando mandrie di cavalli e asini condividono uno stesso pascolo, la maggior parte di questi animali è nata in allevamenti casualmente. Il bardotto è considerato meno resistente dell'asino o del mulo, con una salute più debole. Preferisce la compagnia degli asini a quella dei cavalli, un comportamento verosimilmente ereditato dalla madre.

### Nascita
Numerose ragioni pongono freno alla nascita dei bardotti. Uno di questi è il rituale d'accoppiamento che gli asini compiono, durante il quale il maschio morde la femmina, raglia ed esplora il suo corpo. Questo rituale, se non sembra impedire la nascita dei muli, sembra frenare quella dei bardotti. Inoltre, i cavalli si rifiutano spesso di montare un'asina. Un metodo pratico è quello di preparare uno stallone perché copra le asine, separandolo dalla sua razza immediatamente dopo la nascita e facendolo allevare da asine.
In ogni modo, l'allevatore deve fare attenzione a che un cavallo troppo pesante non monti un'asina, altrimenti questa potrebbe subire danni permanenti.
Mentre in condizioni normali la fertilità dell'asina è notoriamente molto più spiccata di quella delle cavalle, negli incroci la fertilità delle asine è inferiore a quella delle cavalle; ne risulta un'importante differenza nella facilità di concepimento di muli e bardotti. Questa differenza di fertilità sembra dipendere dalla differenza di cromosomi fra le specie dei genitori: l'ibrido sembra essere più facile da ottenere quando il numero di cromosomi del maschio riproduttore è minore. In questo caso, l'accoppiamento asino-cavalla sarebbe favorito piuttosto che asina-cavallo.

### Gestazione
La durata della gestazione è di 350 giorni in media, leggermente inferiore rispetto all'asino (374 giorni). Un altro inconveniente nella produzione dei bardotti è dovuta all'elevato numero di aborti spontanei, senza contare che la nascita di un bardotto troppo grosso rispetto alla madre può comportare difficoltà durante il parto (cesareo o altro).

## Sterilità
Come la maggior parte degli ibridi, il bardotto è in genere sterile a causa del numero dispari dei suoi cromosomi. Il cavallo ha 64 cromosomi (32 paia) e l'asino ne ha 62 (31 paia); di conseguenza il bardotto ne ha 63 ciò che si ritiene all'origine dell'impossibilità di portare a maturazione gli spermatozoi.
Il bardotto maschio ha inoltre un ridotto numero di cellule germinali nei testicoli ragion per cui anche in numero assoluto gli spermatozoi abbozzati sono scarsi. La femmina può avere cicli estrali con ovulazioni; nella pratica, l'occasione che un ovocita incontri un complemento di cromosomi che permetta lo sviluppo di un embrione nella bardotta è infrequente anche se resta da analizzare quanto e quale ruolo giochi la generale segregazione nella quale vivono questi soggetti.
Secondo una letteratura meno recente sono presenti casi storici di mule e bardotte riprodottesi, il che avrebbe una probabilità di uno su un milione. Queste osservazioni vengono però attribuite ad adozioni spontanee di puledri da parte di mule o bardotte capaci di allattare. Le analisi che si sono potute fare su animali ibridi e fertili hanno mostrato finora che si trattava di asini o di cavalli dall'inusitata morfologia.
Malgrado ciò, alcuni casi studiati scientificamente (in Cina nel 1988 e negli Stati Uniti d'America nel 1989), hanno mostrato che la riproduzione di questi animali è possibile, anche se rara. Il primo caso descrive una femmina bardotto cinese che diede alla luce un puledro con un padre asino, puledro che possiede un misto di cromosomi di asino e di cavallo, il fatto che sia sopravvissuto suggerisce la vicinanza genetica estrema delle specie  Equus caballus e Equus asinus. Ulteriori studi sono necessari per conoscere i meccanismi di questi ibridi fertili.
Benché nessuno studio porti sulla fertilità dei maschi bardotto, la possibilità non è da scartare. È comunque sconsigliato avere maschi bardotto non castrati dato che la castrazione inibisce il comportamento aggressivo tipico dei maschi.